# لو نا
لو نا (بالصينية: 罗娜) هي رامية مطرقة صينية، ولدت في 8 أكتوبر 1993.

## وصلات خارجية
- لو نا على موقع الاتحاد الدولي لألعاب القوى (الإنجليزية)
- لو نا على موقع أوليمبيديا (الإنجليزية)